# Radamel García
Radamel Enrique García King (Santa Marta, 16 aprile 1957 – Santa Marta, 3 gennaio 2019) è stato un calciatore colombiano, di ruolo difensore.

## Biografia
Era il padre del calciatore Radamel Falcao. È morto il 3 gennaio 2019 a seguito di un malore sopraggiunto mentre giocava a tennis.

## Carriera

### Club
Esordì in massima serie nella stagione 1977. Tra il 1977 e il 1978 giocò 9 partite in prima divisione colombiana, mentre nel 1979 non partecipò al campionato. Nel campionato 1981 fu impiegato con maggiore continuità, superando le 20 presenze in stagione e riuscendo a giocare diversi incontri da titolare. Tornò nella prima squadra del Santa Fe nel 1980; vi giocò fino al 1983, fatta salva una breve esperienza al Junior nel 1982. Nel 1984 passò all'Unión Magdalena, in cui passò le seguenti quattro stagioni, giocando quasi sempre da titolare. Nel 1988 firmò per il Deportes Tolima, dove ancora una volta fu titolare; nel 1989 vestì i colori dell'Atlético Bucaramanga. Nel 1990 giocò la sua ultima stagione in massima serie colombiana, raccogliendo 7 presenze con l'Independiente Medellín.

### Nazionale
Partecipò con la Colombia al torneo olimpico di Mosca 1980: giocò titolare la prima partita contro la Cecoslovacchia ( 21 luglio a Leningrado ) ma dovette uscire per infortunio dopo 24' e non venne più impiegato nel prosieguo del torneo.